# جلوريا إستيفان
غلوريا ماريا ميلاغروسا فاجاردو غارسيا (من مواليد 1 سبتمبر 1957)، والمعروفة باسم غلوريا إستيفان، هي مغنية وممثلة وسيدة أعمال أمريكية من أصول كوبية. اشتهرت بأداء الموسيقى اللاتينية. حازت على جائزة جرامي ثماني مرات، ووسام الحرية الرئاسي، وقد تم اختيارها كواحدة من أفضل 100 فنان على الإطلاق من قبل كل من قناة في إتش 1 ومجلة وبيلبورد. تجاوزت مبيعات إستيفان القياسية 100 مليون أسطوانة في جميع أنحاء العالم، مما جعلها واحدة من المطربات الأكثر مبيعًا على الإطلاق. تصدرت العديد من أغاني إستيفان قوائم الأغاني العالمية، بما في ذلك "1-2-3"، و"لا أريد أن أخسرك"، و"الخروج من الظلام"، و"تحويل الإيقاع"، و"السماء هي ما أشعر به".
بدأت إستيفان مسيرتها المهنية كمغنية رئيسية في فرقة Miami Latin Boys، والتي أعيدت تسميتها لاحقًا باسم Miami Sound Machine. حققت هي وميامي ساوند ماشين نجاحًا عالميًا بأغنيتهما المنفردة "كونغا" عام 1985، والتي أصبحت الأغنية المميزة لإستيفان وأدت إلى فوز ميامي ساوند ماشين بالجائزة الكبرى السنوية الخامسة عشرة لمهرجان طوكيو للموسيقى في عام 1986. حققت ميامي ساوند ماشين أول فوز لهما في عام 1988 بأغنية "أي شيء من أجلك".
في مارس 1990، أصيبت إستيفان بكسر في فقرة عنقية هدد حياتها عندما تعرضت حافلتها السياحية لحادث خطير بالقرب من سكرانتون، بنسلفانيا. خضعت لعملية جراحية طارئة لتثبيت العمود الفقري العنقي وإعادة التأهيل بعد الجراحة التي استمرت لمدة عام تقريبًا، لكنها تعافت تمامًا. وبعد مرور عام، في مارس 1991، عادت إستيفان بجولة عالمية وأصدرت ألبوم بعنوان Into the Light.

## روابط خارجية
- غلوريا إستيفان على موقع IMDb (الإنجليزية)
- غلوريا إستيفان على موقع قاعدة بيانات الأفلام العربية
- غلوريا إستيفان على موقع ألو سيني (الفرنسية)
- غلوريا إستيفان على موقع ميوزك برينز (الإنجليزية)
- غلوريا إستيفان على موقع ميوزك برينز (الإنجليزية)
- غلوريا إستيفان على موقع أول موفي (الإنجليزية)
- غلوريا إستيفان على موقع قاعدة بيانات برودواي على الإنترنت (الإنجليزية)
- غلوريا إستيفان على موقع قاعدة بيانات برودواي على الإنترنت (الإنجليزية)
- غلوريا إستيفان على موقع قاعدة بيانات الأفلام السويدية (السويدية)
- غلوريا إستيفان على موقع إن إن دي بي (الإنجليزية)